# معركة الرستن (يناير–فبراير 2012)
جرت معركة ثانية بين الجيش السوري والجيش السوري الحر للسيطرة على مدينة الرستن في الفترة من 29 يناير إلى 5 فبراير 2012. الرستن مدينة في محافظة حمص ويقطنها 60.000 مواطن. سيطر الجيش الحر على الرستن بعد أيام من القتال العنيف مع الجيش النظامي وذلك بعد انشقاق العديد منَ الكتائب في صفوف هذا الأخير.

## المعركة
نُشرت التقارير الأولى عن المعارك الكبرى الجارية في الرستن يوم 29 كانون الثاني/يناير 2012 وذلك بعد وصول بعثة الجامعة العربية وما تلاه من وقف لإطلاق النار ثمّ مقتل ثلاث جنود بعدَ انشقاقهم عن الجيش السوري. ذكرَ ناشط محلي في الرستن أنّ الاشتباكات قد استمرت ست ساعات لكنه لم يُشر لعدد القتلى حيث قال: «تمّ الاستيلاء على عددٍ كبير من أسلحة جنود النظام من خلال نقاط التفتيش داخل المدينة مهجورة والتي أقامَها الجيش الحر» ثم واصل: «يُحاول السكان مساعدة الفارين من القتال على الخروج من الرستن والوصول إلى مواقع الجيش السوري الحر» كما أضافَ الناشط الذي طلب عدم الكشف عن هويته: «هناكَ مظاهرات صغيرة في الشوارع ولكن كما قلت فعدد الناس قليل بسبب انتشارِ القناصة في كل مكان هذا فضلا عن الاعتقالات الجماعية التي يقومُ بها الجيش خلال كلّ مظاهرة.» في نهاية اليوم؛ نشرَ الجيش الحُر بيانًا ذكر فيه سيطرتهُ على المدينة التي يقطنها 40.000 نسمة. ومع ذلك فقد استمر القتال.
في الثلاثين من كانون الثاني/يناير؛ انشقّ الملازم الأول خالد والذي يقود كتيبة حمزة ثم انضم للجيش الحر وعملَ على محاصرة قوات النظام من عدة أحياء في الجانب الغربي من الرستن كما تعهد بمواصلة القتال حتى تحرير كامل الأحياء فيمَا قال الرائد علي أيوب: «إن جيش الأسد في موقف دفاعي الآن. لقد تقطعت بهم السبل وباتوا يحاولون في كلّ مرة التقدم إلى الأمام بعد تلقي تعزيزات لكن الجيش السوري الحر دائما يعترضُ تحركاتهم هناك.» ادّعت كتيبة حمزة أنها قد دمرت أربعة مواقع للجيش ودبابتين والعديد من المركبات المدرعة فيما نشرَ نشطاء فيديو يَظهر فيه تدمير دبابة نظامية بعد استهدافها من الجيش الحر. حسب ما ظهر في الفيديو فقد خلفت الحرب هناك أضرار جسيمة على مباني المدينة التي تحطمت بالكامل تقريبًا. نُشرَ مقطع فيديو آخر على الإنترنت يصور لحظة مقتل خمس مدنيين بعد قصف الجيش النظامي للمدينة خلال المعركة. في الوقت ذاته؛ رفضَ أيوب الكشف عن كيفية عمل الجيش السوري الحر كما رفض شرح طريقة الدفاع عن المدينة وذلك لأسباب أمنية.
في اليوم التالي أي في 31 كانون الثاني/يناير؛ تمكّن الثوار منَ السيطرة الكاملة على المدينة. لكن وبالرغم من ذلك فدبابات الأسد كانت لا تزال قادرة على قصف المدينة وهذا ما فلعت مما أسفر عن مقتل 10 مدنيين وجرح 15 آخرون فيما أكّد النشطاء المحليون مقتل أكثر من 20 خلال القصف الذي شمل مجموعة من المباني بما في ذلك أحد مساجد المدينة. ارتفعت وثيرة القِتال في الأول من شباط/فبراير حيث قُتل في ذلك اليوم 15 من الثوار وجنديان من الجيش النظامي. في الخامس من شباط/فبراير؛ أعلنَ الجيش السوري الحر أن مدينة الرستن باتت مُحررة. أمّا زعيم الكتائب المعارضة فقد تحدث حولَ الخسائر مؤكدًا على مقتل 42 شخصًا في مدينة الرستن في الأيام السابقة.

## ما بعد المعركة
قُتل العقيد جهاد محمد أحمد في الجيش السوري الحر خلال هجوم بالمدفعية للجيش النظامي في 9 شباط/فبراير. بعد ذلك بأربعة أيام حاولت الدبابات الحكوميّة اختراق بلدة الرستن لكن الجيش الحر قد صدّها في عملية فض اشتباك قُتل فيها ثلاثة جنود.
بعد استعادة السيطرة على قرية بابا عمرو في محافظة حمص من قِبل الجيش الحر سُمح للعاملين في منظمة هيومن رايتس ووتش بالدخول ومعرفة ما حصل بالتحديد. حينها نشرت المنظمة غير الحكومية وغير الربحية تقريرًا أوضحت فيه مقتلَ 700 منَ الثوار والمدنيين –بمن فيهم أطفال ونساء– على يدِ قوات الأمن التي بدأت في قصفِ مدينة الرستن بشكلٍ مكثف للغاية. في الرابع من آذار/مارس؛ قُتل سبع مدنيين بينهم أربعة أطفال جراء قصف حكومي. من بين الضحايا ستة أفراد من أسرة واحدة وذلك بعدما سقطت شُلّة من الصواريخ على منزلهم مباشرة حسبَ ما جاءَ في تقرير المرصد السوري لحقوق الإنسان.
أعلنَ أحد الأركان العامة للجيش انشقاقه في السادس من آذار/مارس وذلك بسبب قصف الجيش النظامي للمدنيين في الرستن. نشر المنشق فيديو أظهرَ فيه بطاقة هويته وكان يحيط بها ضباط آخرين ثم قال:

أعلنُ انشقاقي عن الجيش السوري وانضمامي للجيش السوري الحر وذلك بسبب القصف المدفعي الحكومي لبلدة الرستن مما تسبب انهيار منازل المدنيين ومقتل عشرات والأطفال والنساء. إن هذا السلوك خاطئ وغير مقبول ولذا أُعلن انشقاقي عن الجيش السوري! عاشت سوريا الحرة.

في وقت لاحق منَ الأسبوع وبالتحديد في 16 آذار/مارس؛ قُتل اثنين من المدنيين على يد القصف الحكومي مجددًا. أمّا في 27 آذار/مارس فقد قُتل ثلاثة أعضاء من الجيش حينما حاولوا اختراق مقاتلي الجيش الحر والتغلغل داخل المدينة. بعد ثلاثة أيام؛ انشق عميدين عن الجيش السوري في الرستن ثمّ انضما للجيش السوري الحر.
ذكر نشطاء في 14 أيار/مايو أن مجموعة قذائف قد سقطت على الرستن بمعدل قذيفة واحدة كل دقيقة مما تسبب في مقتل تسعة أشخاص من بينهم أحد قادة الثوار في المِنطقة. وكرد فعل هجومي؛ هاجمَ مقاتلو المعارضة ثلاث مركبات مدرعة تحمل قوات حكومية كانت متجهة إلى الرستن وقتلوا 23 ممن كانوا على مثنها. في أواخر مايو؛ ذكر مراسل بي بي سي أن الثوار سيطروا على المدينة لكنهم لا زالوا يخوضون معركة دارية مع القوات الحكومية التي كاتت تقصفُ المدينة بينَ الفينة والأخرى.